# Сакраменто Бий
„Сакраменто Бий“ (The Sacramento Bee) е всекидневник, излизащ в Сакраменто, Калифорния, Съединените американски щати.
Това е най-големият и старият вестник в Сакраменто, основан през 1857 г. Тиражът на вестника е 318 101 броя, което го прави 35-и по тираж в САЩ.
„Сакраменто Бий“ е печелил 13 награди „Пулицър“.